# Santa Bárbara de Casa
Santa Bárbara de Casa község Spanyolországban, Huelva tartományban. Santa Bárbara de Casa Rosal de la Frontera, Aroche, Cabezas Rubias, Puebla de Guzmán, Paymogo és Serpa községekkel határos. Lakosainak száma 1128 fő (2024).

## Népesség
A település népessége az utóbbi években az alábbiak szerint változott:
| Lakosok száma | 1312 | 1237 | 1158 | 1160 | 1177 | 1093 | 1087 | 1035 | 1055 | 1128 |
|               | 2001 | 2004 | 2006 | 2009 | 2011 | 2014 | 2016 | 2019 | 2021 | 2024 |